# La confessione della signora Doyle
La confessione della signora Doyle (Clash by Night) è un film del 1952 diretto da Fritz Lang.

## Trama
Mae Doyle dopo essere tornata nella sua città natale, Monterey, in California, sposa un suo vecchio corteggiatore, un brav'uomo che nella vita fa l'umile pescatore. Lei lo tradisce con il suo migliore amico, una persona con pochi scrupoli, fuggendo con lui, ma il marito dopo una violenta reazione quando scopre il tutto, la perdona e l'accoglie a casa con la sua figlioletta.

## Produzione
Nel film, tratto da un dramma, Scontro di notte, di Clifford Odets, si ritrova una vera lezione di pesca da documentario. La pellicola fu girata nella stessa cittadina di Monterey e prodotta dalla Wald/Krasna Productions.

## Distribuzione
Originariamente distribuita dalla RKO Pictures, verrà poi distribuita (dal 2005) per il mercato home video attraverso il formato in DVD dalla Warner Home Video.
Il film venne distribuito in varie nazioni, fra cui:
- Stati Uniti d'America, Clash by Night 16 giugno 1952 (Los Angeles, California)
- Svezia, Urladdning 4 agosto 1952
- Germania Ovest, Vor dem neuen Tag 31 ottobre 1952
- Finlandia, Purkaus yössä 7 novembre 1952
- Francia, Le démon s'éveille la 23 novembre 1952
- Italia, La confessione della signora Doyle 13 settembre 1952
- Portogallo, Desengano 3 febbraio 1953
- Turchia, Iki sevgi arasinda marzo 1954
- Austria, Vor dem neuen Tag maggio 1954
- Danimarca, Opgør i natten 2 agosto 1954

## Accoglienza

### Critica
Il critico cinematografico Leo Pestelli, sul quotidiano La Stampa, sottolineò il mutamento in negativo di Lang dell'ultimo periodo, «via via conformandosi al gusto commerciale di Hollywood, sino a non farsi più riconoscere», passando da essere «uno dei maestri dell'espressionismo tedesco», autore di Metropolis, M - Il mostro di Düsseldorf, Il testamento del dottor Mabuse, Furia e La strada scarlatta, «nello stanco e generico regista» di questo film, dove «il dramma colto cui il vecchio Lang ha mosso la sua carica, va in pezzi al semplice esame del buon senso».
(Leo Pestelli, La Stampa, 21 settembre 1952)
tipico di un costume e di una società; nel film. Invece molto spesso si cade nella psicoanalisi erotica più corrente, tanto che, a tratti, la donna ci sembra una
semplice isterica e basta. Barbara Stanwyck è sempre quella brava attrice che conosciamo. [...] Ammirata (ma per
motivi che con l'arte non hanno nulla a che vedere) la procace Marilyn Monroe.»
(l'Unità, 14 settembre 1952)
Fu comunque evidenziata l'ottima interpretazione dell'attrice principale Barbara Stanwyck.